# Букин, Михаил Афанасьевич
Михаил Афанасьевич Букин (1913—1986) — советский хозяйственный, государственный и политический деятель, директор совхоза «Большевик» Борисовского района Белгородской области. Герой Социалистического Труда (1965).

## Биография
Родился в 1913 году в деревне Дмитриево-Катаево. Член ВКП(б) с 1940 года.
С 19? года — на хозяйственной, общественной и политической работе. В 1931—1973 гг. — агроном-полевод, агроном Бубновской машинно-тракторной станции, участник Великой Отечественной войны, старший агроном МТС в Великомихайловском районе, заведующий Великомихайловским районным земельным отделом, директор Великомихайловской МТС, председатель Великомихайловского райисполкома Курской/Белгородской области, председатель Прохоровского райисполкома Белгородской области, директор совхоза «Большевик» Борисовского района Белгородской области
Указом Президиума Верховного Совета СССР от 31 декабря 1965 года присвоено звание Героя Социалистического Труда с вручением ордена Ленина и золотой медали «Серп и Молот».
Избирался депутатом Верховного Совета СССР 3-го созыва.
Умер в 1986 году.

## Память
- В г. Грайворон на Мемориале памяти герою установлен бюст.